# Власова Наталія Валеріївна
Наталія Валеріївна Власова (нар. 27 вересня 1978, Ленінград, СРСР) — російська співачка, акторка, музикант, композиторка, авторка та виконавиця власних пісень «Я у твоих ног».

## Дискографія
- 2001 — Я у твоих ног
- 2004 — Знай
- 2008 — Сны
- 2008 — Я у твоих ног (друге видання)
- 2008 — Знай (друге видання)
- 2008 — Grand Collection
- 2009 — Я подарю тебе сад
- 2010 — На моей планете
- 2010 — Любовь-комета
- 2012 — Двойной альбом «Седьмое Чувство»
- 2016 — «Розовая нежность»